# Seno coronario

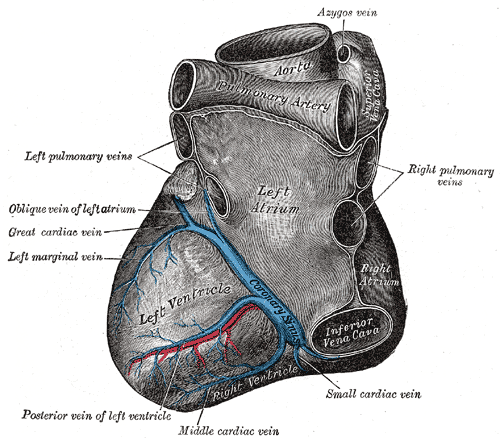
veduta del cuore dalla parete diaframmatica; il seno coronarico è evidenziato in blu

Il seno coronario è una grossa vena che raccoglie il sangue refluo dalla circolazione coronarica, in particolare dal ventricolo sinistro, e lo convoglia nell'atrio destro.

## Anatomia e Localizzazione
La vena decorre nel solco atrio-ventricolare fra atrio e ventricolo di sinistra parallelamente all'arteria circonflessa e nasce laddove sul decorso della vena cardiaca magna si trova la valvola di Vieussens (1). Si osserva un aumento di calibro avvicinandosi allo sbocco nell'atrio destro, dove in qualche caso sono presenti le vestigia di una valvola, la valvola di Tebesio. Il seno coronario possiede una tonaca muscolare propria nel tratto più prossimale, dalla quale si staccano alcuni tralci che talvolta costituiscono delle vere e proprie connessioni elettriche fra atrio e ventricolo. In tal caso è presente una via supplementare di conduzione fra atri e ventricoli, nota come fascio accessorio (2).

## Drenaggio
Malgrado l'anatomia del seno coronario non sia costante ma vari da persona a persona i rami tributari sono identificati in base alla posizione anatomica. I rami affluenti più grossi derivano dal ventricolo sinistro.
Il seno coronarico riceve sangue principalmente dalla vena cardiaca magna (great cardiac vein nell'illustrazione); sono rami tributari del seno coronarico la vena cardiaca minima (small cardiac vein nell'illustrazione), la vena cardiaca media (middle cardiac vein nell'illustrazione), la vena obliqua dell'atrio sinistro (left oblique vein of the left atrium nell'illustrazione), la vena marginale sinistra (left marginal vein nell'illustrazione) e la vena posteriore sinistra. Molte delle vene cardiache anteriori si immettono direttamente nell'atrio destro, ma solitamente almeno la vena interventricolare anteriore, che decorre nel solco omonimo, è un ramo affluente del seno coronarico.
Alcune piccole vene confluiscono direttamente nelle camere cardiache, principalmente negli atri e nel ventricolo destro.
Esistono, come detto, diverse varianti anatomiche, con rami tributari intermedi e di calibro estremamente variabile.
Una delle varianti anatomiche più importanti riguarda la vena di Marshal, che è solitamente ipotrofica o ridotta ad un legamento fra la parete posteriore dell'atrio sinistro ed il seno coronario. Una vena di Marshal di grosso calibro identifica la persistenza della vena cava superiore di sinistra e rappresenta la connessione diretta fra la vena succlavia sinistra, il seno coronario e quindi l'atrio destro.

## Importanza
Con lo sviluppo delle nuove terapie interventistiche, il seno coronario è divenuto un'importante struttura poiché:
- all'interno dei suoi rami tributari vengono inseriti degli elettrocateteri stimolatori per la stimolazione del ventricolo sinistro (vedi pace-maker biventricolare)
- considerato il decorso attorno alla valvola mitralica, sono stati condotti numerosi studi per l'anuloplastica mitralica mediante il posizionamento di anelli protesici all'interno del seno coronarico e della vena cardiaca media
- nel seno coronario stesso venivano posizionati elettrocateteri per la stimolazione dell'atrio sinistro, ritenuta in passato utile per la prevenzione della fibrillazione atriale nell'ambito di una stimolazione bi-atriale.
- nel seno coronario possono essere condotte ablazioni trans-catetere di fasci accessori o tachicardie sopraventricolari
- nei rami tributari del seno coronario possono essere eseguite ablazioni trans-catetere di tachicardie ventricolari sinistre
- nel seno coronario vengono posizionati elettrocateteri diagnostici per la registrazione dei potenziali elettrici e la stimolazione per lo studio elettrofisiologico endocavitario. L'elettrocatetere funge anche da repere anatomico per la puntura del setto inter-atriale (vedi puntura trans-settale).